# Атина (ракета)
Вижте пояснителната страница за други значения на Атина.
Атина е американска ракета-носител конструирана от Локхийд Мартин. Името на ракетата е сменяно няколко пъти. Първоначално през 1993 е наречена Lockheed Launch Vehicle (LLV или Ракета-носител Локхийд), а по-късно е преименувана на Ракета-носител Локхийд Мартин. По-късно отново е сменено с името на богинята от гръцката митология Атина.

## Варианти
Ракетата има два варианта. Атина I и Атина II. Първата е двустепенна, а втората е тристепенна. Атина III е планирана, но никога не е конструирана.

## Изстрелвания
| № | Дата              | Сериен номер | Конфигурация | Товар                                            | Резултат | Бележки |
| - | ----------------- | ------------ | ------------ | ------------------------------------------------ | -------- | --- |
| 1 | 15 август 1995    | DLV          | Атина I      | GemStar 1 (VitaSat 1)                            | Неуспех  | Комуникационен спътник                                                                                              |
| 2 | 22 август 1997    | LM-2         | Атина I      | Lewis (SSTI 1)                                   | Успех    | Наблюдателен спътник                                                                                                |
| 3 | 7 януари 1998     | LM-4         | Атина II     | Lunar Prospector (Discovery 3)                   | Успех    | Апарат за изследване на Луната                                                                                      |
| 4 | 27 януари 1999    | LM-6         | Атина I      | ROCSAT 1                                         | Успех    | Наблюдателен спътник                                                                                                |
| 5 | 27 април 1999     | LM-5         | Атина II     | Ikonos (1)                                       | Неуспех  | Наблюдателен спътник                                                                                                |
| 6 | 24 септември 1999 | LM-7         | Атина II     | Ikonos 1                                         | Успех    | Наблюдателен спътник                                                                                                |
| 7 | 30 септември 2001 | LM-1         | Атина I      | Starshine 3 / PICOSat (P97-1) / PCSat / SAPPHIRE | Успех    | Атмосферни изследвания / Експериментален сателит / Експериментален комуникационен сателит / Изследователски сателит |